# Rulo
Rulo is een plaats (village) in de Amerikaanse staat Nebraska, en valt bestuurlijk gezien onder Richardson County.

## Historie
De 'Leary site' is de belangrijkste vindplaats van de 'Oneotacultuur' (Oh-nee-Oh-tah) aan de rivier de Missouri. De Oneotacultuur was een van de  'Bovenmississippiculturen' en bloeide van circa 900 tot 1650 na Christus. Verondersteld wordt dat de Oneotacultuur zijn de voorloper is van de Siouansprekende stammen. De opgraving ligt vlak bij het huidige Rulo.
Rond 1640 is het gebied rond het latere Rulo eigendom van de Omaha's.
Het huidige dorp Rulo werd in kaart gebracht in 1856 tijdens de uitvoering van het 'Prairie du Chien verdrag' (1830) en is ontstaan in 1857 op de prairie die eigendom was van Amelia (Emilie) Menard, de vrouw van Charles Rouleau (old Charley Rulo). Amelia was een Yankton Sioux en vermoedelijk geboren op 7 maart 1834. Charles Rouleau was een Fransman, geboren in Detroit in 1824 en hij is gestorven in Rulo op 29 juni 1873. Hij is begraven op het kerkhof van Rulo, maar er is geen grafsteen. Op 8 januari 1858 kreeg het de status van dorp, op 1 november 1858 werd het een stad. De eerste naam van het dorp was Rouleau, maar door het uitspreken van de naam door de vele nationaliteiten in het dorp, is de fonetische uitspraak 'Rulo' nu gemeengoed. In 1859 werd het grondgebied uitgebreid met land van Sophie Menard, zuster van van de echtgenote van Rouleau. Sophie Menard was getrouwd met Eli Bedard, geboren in Quebec in 1825, die ook een belangrijke rol speelde bij de stichting van het dorp. In 1885 werd er een brug gebouwd over de Missouri. Dit droeg bij tot de groei van de stad. Rulo was ook een stopplaats tijdens de periode van expansie naar het westen. Heden ten dage is Rulo weer een 'village'.
De eerste winkel was van Martin & Goldsberry. Later kwam daar Easley & Sherer bij. De eerste smid van het dorp was Joseph Brazo.
Door het uitgeven van privéobligaties kon er in 1860 een school worden gesticht. In 1861 werd ook een openbare school geopend. Onderwijzer was T.V. Thomas. In 1867 was er al een grotere school nodig, die opnieuw na de uitgifte van privéobligaties werd gebouwd. De onderwijzer van de nieuwe school was L. Messler. Hij had twee vrouwelijke assistenten.
De eerste krant die in 1858 in Richardson County verscheen was de Rulo Western Guide. Eigenaar was 'A.D. Kirk & Co'. In 1878 verscheen de Rulo independant. Deze krant was vooral bestemd voor de zuidoostkant van de 'çounty', maar hield het door gebrek aan abonnees niet lang vol.
De eerste kerk werd in 1864 gesticht, onder de naam 'First methodist episcopal church, north'. De dominee heette P.B. Ruch. Het duurde nog tot 1877 voor het kerkgebouw er stond. Later volgde er een 'Sabbath school' (1865), een 'First baptist church' (1866), een 'St. Peter's Episcopal Church' (1867), een 'Church of the Immaculate Conception' (1870) en een 'First Methodist Episcopal Church' (1872),
In 1933 werd het fundament gelegd voor 'the Rulo bridge', een tolbrug over de Missouri. De eigenaar van de brug was aanvankelijk John Mullen uit Falls City die samen met een groep investeerders de 'Kansas city bridge company' vormde. In 1938 werd met de constructie begonnen nadat de ' Works progress administration' had besloten de helft van de kosten te financieren. In november 1939 was de brug klaar.

## Trivia
1858 Yankton verdrag artikel #7:
"Vanwege hun waardevolle diensten en generositeit voor de Yanctons wordt een perceel land gegund aan Charles F. Picotte en Zephyr Rencontre, ieder een sectie van 640 acres, en aan Paul Dorian anderhalve sectie; en aan de halfbloed Yancton, vrouw van Charles Rouleau, en haar twee zusters, de vrouwen van Eli bedard en Augustus Traverse".
Drie kinderen van Amelia Menard-Rulo zeggen dat Amelia een halfbloed Yancton is en de dochter van 'Mele' en 'Big foot', een Sioux indiaan.
Jesse James Jr schrijft in een boek over zijn vader: Jesses moeder, Zerelda Samuels, en haar man verhuisden van Clay County Missouri, naar Rulo, Nebraska tijdens de Burgeroorlog, want ze was een Zuid-sympathisant en werd lastiggevallen door noorderlingen. Jesse James sr., die gewond werd tijdens de Burgeroorlog, kwam op 15 juli 1865 via de Missouri River op een stoomboot naar Rulo om te herstellen van zijn wonden. Jesses stiefvader was een arts. In het najaar van 1881, ging Jesse, moe van het onderduiken, leven onder de naam Thomas Howard op een boerderij in Nebraska.
Michael W. Ryan (geboren 03 augustus 1948) is een Amerikaanse sekteleider en moordenaar. Ryan was de leider van een kleine, anti overheids- en raciaal bevooroordeelde destructieve religieuze sekte die een kamp in de buurt van Rulo, Nebraska, bewoonde in de vroege jaren 1980. Ryan en zijn groep volgelingen hadden losse banden met Posse Comitatus, en links naar de 'Christelijke identiteit beweging'. Ryans leer betrof de suprematie van het blanke ras, het inherente kwaad van Joden (antisemitisme) en een wantrouwen voor alle gevestigde aardse autoriteiten en regeringen. Ryan en zijn volgelingen pleegden nachtelijke inbraken. Via het doorverkopen van de producten verkregen door diefstal, steunden zij de activiteiten van de groep en verzamelden wapens en voorraden. ze geloofden dat die nodig zou zijn voor de dreigende 'slag van Armageddon'. Ryan werd gearresteerd in 1982 na meldingen en een strafrechtelijk onderzoek toonde aan dat hij de vijf jaar oude Luke Stice had misbruikt en vermoord. Hij heeft later collega sektelid James Thimm gedood, nadat hij hem dagenlang had gemarteld. Ryan is berecht en ter dood veroordeeld op 12 september 1985. Ryan zegt in direct contact met God te zijn en heeft gezworen om zijn dagen door te brengen in de gevangenis met het herschrijven van de Bijbel, maar inmiddels heeft hij die zaken beide herroepen. Ryan is momenteel geïnterneerd in het 'Nebraska Department of Correctional Services' op 'Death row', in afwachting van zijn executie.

## Demografie
Bij de volkstelling in 2000 werd het aantal inwoners vastgesteld op 226. In 2006 is het aantal inwoners door het United States Census Bureau geschat op 197, een daling van 29 (-12,8%). De gemiddelde leeftijd is 39,2 jaar in 2010.

## Geografie
Volgens het United States Census Bureau beslaat de plaats een oppervlakte van 1,6 km², waarvan 1,6 km² land en 0,0 km² water. Rulo ligt op ongeveer 287 m boven zeeniveau.

## Plaatsen in de nabije omgeving
De onderstaande figuur toont nabijgelegen plaatsen in een straal van 16 km rond Rulo.